# 三宝町
三宝町（さんぼうちょう）は、大阪府堺市堺区にある地名。2020年現在の行政地名は三宝町一丁から三宝町九丁。住居表示は未実施。

## 地理
堺区の北部に位置する。東は北半町西・北旅籠町西・桜之町西、南は海山町、西は築港八幡町、北は緑町・松屋町・南島町・鉄砲町に接する。東から順に一丁～九丁がある。

## 歴史

### 地名の由来
大和川が付け替えられたのち、川が運んできた土砂で洲ができ、宝暦年間、当地に三つの新田ができた。三つの新田の「三」と宝暦の「宝」を合わせて「三宝」という地名になった。

### 沿革
はじめ1 - 9丁、1956年（昭和31年）から1 - 10丁、1961年（昭和36年）から1 - 9丁がある。
- 1929年（昭和4年）、堺市三宝村大字山本・三宝村大字南島・三宝村大字平田・附洲町の各一部より成立。
- 1930年（昭和5年）、附洲町を編入。
- 1945年（昭和20年）、海山通1 - 7丁・中生島町1 - 7丁・丸島町・北生島町1 - 6丁・北半町西1丁・七道西町・鉄砲町1 - 9丁・緑町・山本通の各一部を編入。
- 1956年（昭和31年）、丸島町・南生島町1 - 5丁・立花通1 - 10丁・北生島町1 - 6丁・緑町・中生島町1 - 7丁の各一部を編入。
- 1961年（昭和36年）、一部が築港八幡町となる[7]。
- 2006年（平成18年）、堺市が政令指定都市に移行し、行政区を設置。三宝町は堺区の所属となる。

## 世帯数と人口
2024年（令和6年）3月31日現在の世帯数と人口は以下の通りである。
| 丁         | 世帯数    | 人口    |
| ---------- | --------- | ------- |
| 三宝町一丁 | 241世帯   | 384人   |
| 三宝町二丁 | 523世帯   | 999人   |
| 三宝町三丁 | 324世帯   | 488人   |
| 三宝町四丁 | 287世帯   | 489人   |
| 三宝町五丁 | 275世帯   | 544人   |
| 三宝町六丁 | 341世帯   | 588人   |
| 三宝町七丁 | 0世帯     | 0人     |
| 三宝町八丁 | 0世帯     | 0人     |
| 三宝町九丁 | 0世帯     | 0人     |
| 計         | 1,991世帯 | 3,492人 |

### 人口の変遷
国勢調査による人口の推移。
| 1995年（平成7年）  | 3,575人 | [ 8 ]  |  |
| 2000年（平成12年） | 3,955人 | [ 9 ]  |  |
| 2005年（平成17年） | 3,528人 | [ 10 ] |  |
| 2010年（平成22年） | 3,594人 | [ 11 ] |  |
| 2015年（平成27年） | 3,602人 | [ 12 ] |  |
| 2020年（令和2年）  | 3,509人 | [ 13 ] |  |

### 世帯数の変遷
国勢調査による世帯数の推移。
| 1995年（平成7年）  | 1,529世帯 | [ 8 ]  |  |
| 2000年（平成12年） | 1,696世帯 | [ 9 ]  |  |
| 2005年（平成17年） | 1,578世帯 | [ 10 ] |  |
| 2010年（平成22年） | 1,718世帯 | [ 11 ] |  |
| 2015年（平成27年） | 1,788世帯 | [ 12 ] |  |
| 2020年（令和2年）  | 1,860世帯 | [ 13 ] |  |

## 学区
市立小・中学校に通う場合、学区は以下の通りとなる。
| 丁         | 番地 | 小学校           | 中学校           |
| ---------- | ---- | ---------------- | ---------------- |
| 三宝町一丁 | 全域 | 堺市立三宝小学校 | 堺市立月州中学校 |
| 三宝町二丁 | 全域 | 堺市立三宝小学校 | 堺市立月州中学校 |
| 三宝町三丁 | 全域 | 堺市立三宝小学校 | 堺市立月州中学校 |
| 三宝町四丁 | 全域 | 堺市立三宝小学校 | 堺市立月州中学校 |
| 三宝町五丁 | 全域 | 堺市立三宝小学校 | 堺市立月州中学校 |
| 三宝町六丁 | 全域 | 堺市立三宝小学校 | 堺市立月州中学校 |
| 三宝町七丁 | 全域 | 堺市立三宝小学校 | 堺市立月州中学校 |
| 三宝町八丁 | 全域 | 堺市立三宝小学校 | 堺市立月州中学校 |
| 三宝町九丁 | 全域 | 堺市立三宝小学校 | 堺市立月州中学校 |

## 事業所
2021年（令和3年）現在の経済センサス調査による事業所数と従業員数は以下の通りである。
| 丁         | 事業所数  | 従業員数 |
| ---------- | --------- | -------- |
| 三宝町一丁 | 11事業所  | 87人     |
| 三宝町二丁 | 19事業所  | 169人    |
| 三宝町三丁 | 18事業所  | 234人    |
| 三宝町四丁 | 32事業所  | 407人    |
| 三宝町五丁 | 23事業所  | 184人    |
| 三宝町六丁 | 23事業所  | 434人    |
| 三宝町七丁 | 11事業所  | 274人    |
| 三宝町八丁 | 5事業所   | 689人    |
| 三宝町九丁 | 9事業所   | 147人    |
| 計         | 151事業所 | 2,625人  |

## 交通

### バス
- 南海バス[16]
  - 16・16C系統：内川橋 - 海山通 - 七道駅前通
  - 17・85系統：内川橋 - 海山通 - 海山通四丁 - 浅香山通
  - 61系統：内川橋 → 海山通 → 海山通四丁 → 浅香山通 →……→ 海山通 → 内川橋

### 道路
- 国道26号
- 大阪府道29号大阪臨海線
- 大阪府道187号大堀堺線

## 施設
- 堺市立三宝小学校
- 三宝幼稚園
- 堺三宝郵便局
- 堺消防署三宝出張所
- 万代七道店
- コーナンPRO堺三宝店
- 安国寺

## 郵便
- 郵便番号：590-0906[3]（集配局：堺郵便局[17]）。

## ギャラリー

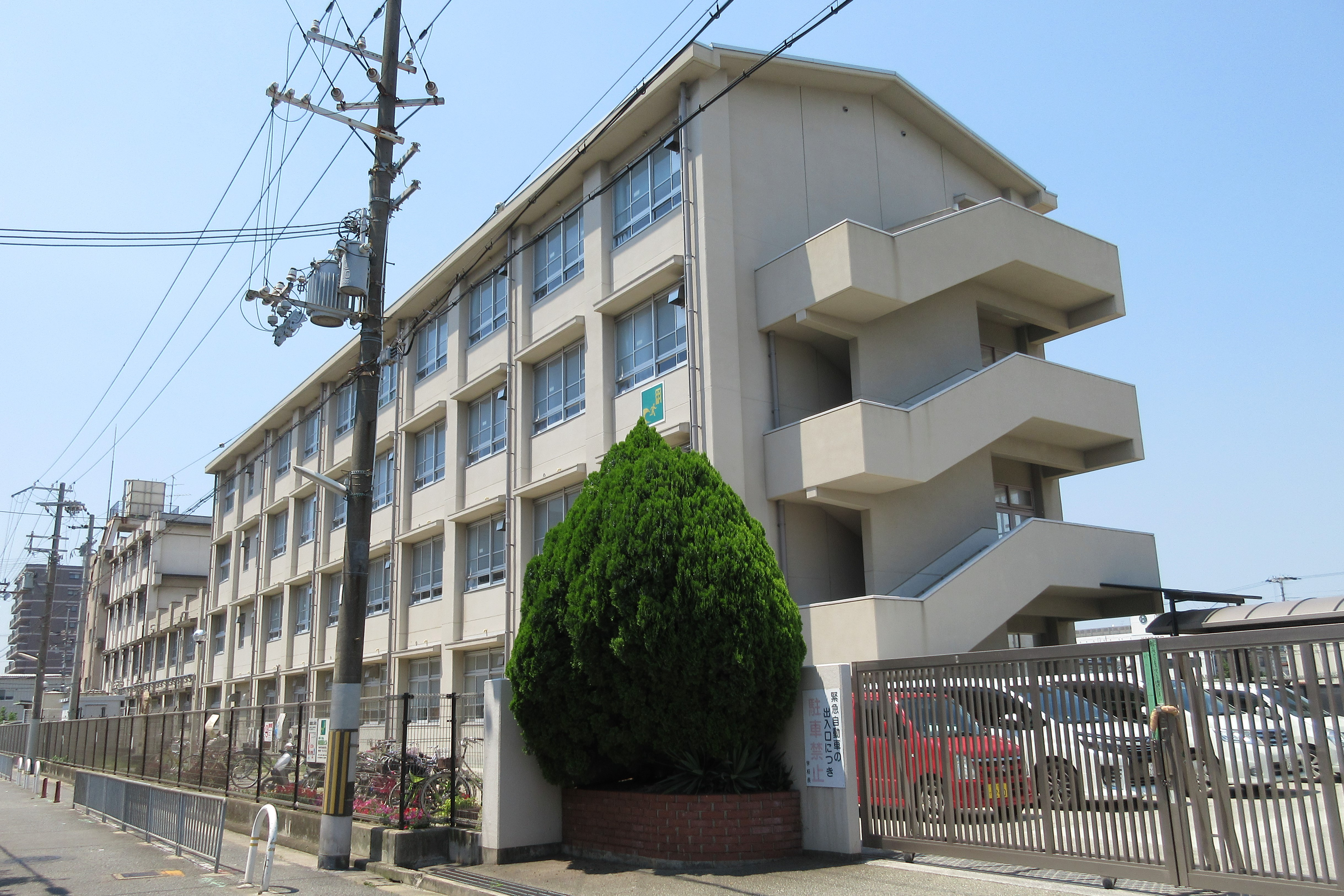
堺市立三宝小学校